# Павловице (остановочный пункт)
Павловице (пол. Pawłowice) — остановочный пункт железной дороги (платформа) в селе Павловице в гмине Кшеменево, в Великопольском воеводстве Польши. Бывшая товарно-пассажирская станция. Имеет 2 платформы и 2 пути.
Остановочный пункт на железнодорожной линии Лодзь-Калиская — Форст, построен в 1888 году, когда эта территория была в составе Германской империи. Бывшие здание вокзала актуально не исполняет этой функции. Первый этаж — это теперь магазины, второй — квартиры.